# Veliki krog
Véliki króg (tudi ortodromíja) je krožnica na površini krogle, oziroma na sferi, ki ima enak obseg kot krogla ali sfera. Veliki krog deli sfero na dve enaki hemisferi. Veliki krog na krogli je krožnica na njeni površini, ki ima enako središče. Veliki krog je presečišče sfere z ravnino, ki poteka skozi njeno središče. Veliki krog je največja krožnica, ki jo lahko narišemo na dani sferi. Na sferi je neskončno mnogo velikih krogov.
Veliki krogi so analogi »premic« v sferni geometriji. Glej tudi sferna trigonometrija in geodetka.
Veliki krog na krogelni površini ima najmanjšo ukrivljenost in je zato lok (ortodroma) najkrajša pot med dvema točkama na površini. Razdalja med poljubnima točkama na sferi je razdalja na velikem krogu. Čeprav je to najkrajša razdalja med točkama, je težko potovati po njej, saj se smer neprestano spreminja, razen v smeri proti severi ali jugu, oziroma vzdolž ekvatorja. Zaradi tega so poti po velikem krogu razdeljene na niz krajših loksodrom, premic, ki sekajo vse poldnevnike pod istim kotom in tako omogočajo stalno smer med smernimi točkami vzdolž velikega kroga. Loksodrome je uvedel Pedro Nunes.
Dolge letalske ali morske poti, narisane na ravnem zemljevidu (na primer v Mercatorjevi projekciji), večkrat izgledajo ukrivljene. To je zaradi tega ker ležijo na velikih krogih. Pot, ki bo na zemljevidu bolj ravna, bo dejansko daljša.
Na zemeljskem površju vsi poldnevniki ležijo na velikih krogih, in tudi ekvator je veliki krog. Druge črte širin niso veliki krogi, saj so manjše od ekvatorja, in njihova središča ne ležijo v središču Zemlje. So mali krogi. Zemljini veliki krogi so dolgi približno 40.000 km, čeprav Zemlja ni popolna krogla. Njen ekvator je na primer dolg 40.075 km.
Veliki krogi na nebesni krogli so na primer obzorje (v astronomskem smislu), nebesni ekvator in ekliptika.
Poti po velikih krogih uporabljajo ladje in letala kadar morski tokovi in vetrovi niso odločujoči. Za letalo, ki potuje proti zahodu med celinami na severni polobli, bodo takšne poti potekale severno vse do arktičnega področja, pri vzhodnih poletih pa bodo poti potekale južneje in v poštev bodo prišle prednosti tokovnih curkov.